# Konference druhé světové války
Během druhé světové války proběhla série konferencí, během nichž byla uzavřena řada důležitých dohod.

## Konference a dohody předcházející druhé světové válce
- Těsně před začátkem druhé světové války byla podepsána Mnichovská dohoda, kterou podepsaly s Německem další tři velmoci – Francie, Spojené království a Itálie.
- Německo se dne 22. května 1939 vojensky spojilo Ocelovým paktem s Itálií. Pakt podepsali Adolf Hitler a Benito Mussolini.[1]
- 23. srpna 1939, podepsali Vjačeslav Molotov – zplnomocněnec vlády SSSR - a Joachim von Ribbentrop za vládu Německé říše Smlouvu o vzájemném neútočení.

## Konference a dohody od počátku války
1. září 1939 bylo Polsko napadeno Německem, čímž prakticky začala druhá světová válka. O dva dny později vstoupily do války Spojené království a Francie. 
- 28. září 1939 byly jasně určeny hranice mezi SSSR a Německem na polském území. Dále se Smlouvou o hranicích a přátelství obě strany dohodly na možnosti organizované migrace německého i ukrajinského a běloruského obyvatelstva s veškerými jejich majetkovými nároky[zdroj⁠?!].
- Pakt tří mocností ze dne 27. září 1940 spojoval Japonsko, Německo a Itálii, aby se ustavil a podporoval nový řád ve Veliké Východní Asii. Japonsko uznalo vedoucí úlohu Německa a Itálie stanovení pořádku v Evropě a naopak, Japonsko bude mít vedoucí úlohu v Asii. Tímto paktem vznikla tzv. Osa Berlín – Řím – Tokio.
- Atlantická charta, která ohlašovala cíle války a poválečného uspořádání, byla podepsána Franklinem D. Rooseveltem (prezident USA) a Winstonem Churchillem (premiér Spojeného království) dne 14. srpna 1941.
- Deklarace Spojených národů, do které se zapojilo 26 států – USA, Spojené království Velké Británie a Severního Irska, SSSR, Čína, Austrálie, Belgie, Kanada, Kostarika, Kuba, Československo, Dominikánská republika, Salvador, Řecko, Guatemala, Haiti, Honduras, Indie, Lucembursko, Holandsko, Nový Zéland, Nikaragua, Norsko, Panama, Polsko, Jižní Afrika a Jugoslávie, uzavřely vlády těchto států 1. ledna 1942. Deklarace navazovala na Atlantickou chartu. Její principy byly stejné, ale spojovala daleko více států. Zúčastněné státy se zavázaly společně bojovat proti Paktu tří a jejich spojencům.
- Výsledky Teheránské konference byly sepsány v tzv. Teheránské deklaraci USA, SSSR a Spojeného království z 1. prosince 1943 Byly „doladěny“ a koordinovány vojenské aktivity zúčastněných zemí. Deklarace měla také zavázal Spojence ke vzájemné pomoci a podpoře i v období budoucího míru. Díky Teheránské deklaraci byla následně otevřena v Normandii druhá evropská fronta.
- Účelem Jaltské konference Velké trojky, tedy SSSR, USA a Spojeného království, konané od 4. února 1945, bylo jasně určit, co bude s Německem po válce, jakým způsobem provést jeho demilitarizaci a jak podpořit státy postižené nadvládou Třetí říše. Touto konferencí bylo Německo rozděleno na čtyři části, které měly pod dohledem de facto až do roku 1989 SSSR, Spojené království, USA a Francie, a byly potvrzeny zásady Atlantické charty a závazků plynoucích z Deklarace Spojených národů.
- Po skončení světové války v Evropě v květnu 1945 se konala ještě Postupimská konference – 17. července až 2. srpna 1945. Tou byla historická kapitola s názvem Druhá světová válka jasně uzavřena.

## Seznam konferencí druhé světové války
| Konference                             | Místo                  | Doba trvání                        | Hlavní účastníci: | Výsledky a závěry |
| -------------------------------------- | ---------------------- | ---------------------------------- | --- | --- |
| Americko - britská štábní konference   | Washington, D.C.       | 29. ledna - 27. března 1941        | americký, britský a kanadský vojenský štáb                                                                                               | Stanovení základních dohod pro vstup USA do války |
| Newfoundlandská konference             | Argentia, Newfoundland | 9.-12. srpna 1941                  | Churchill, Roosevelt, Harry Hopkins | Atlantická charta, návrh na společnou konferenci se Sověty |
| První Moskevská konference             | Moskva                 | 29. září - 1. října 1941           | Stalin, W. Averell Harriman, Lord Beaverbrook, Molotov                                                                                   | Spojenecká pomoc Sovětům |
| Konference Arcadia                     | Washington, D.C.       | 22. prosince 1941 - 14. ledna 1942 | Churchill, Roosevelt Deklarace spojených národů                                                                                          | |
| Washingtonská konference (1942)        | Washington, D.C.       | 20.-25. června 1942                | Churchill, Roosevelt | První prioritou válečné akce Spojenců bylo otevření 2. fronty v Severní Africe, nálsedně pak vylodění ve Francii                                                                     |
| Druhá Moskevská konference             | Moskva                 | 12.-17. srpna 1942                 | Churchill, Stalin, Harriman | Diskuse o důvodu upřednostnění otevření severoafrické fronty před vyloděním ve Francii ze strany Velké Británie, anglicko - sovětská dohoda o výměně informací a technologií         |
| Casablanská konference                 | Casablanca, Maroko     | 14.-24. ledna 1943                 | Churchill, Roosevelt, Charles de Gaulle, Henri Giraud                                                                                    | Plánování vylodění v Itálii, plán uskutečnění Dne D v roce 1944, deklarace bezpodmínečné kapitulace Německa, podněcování k dohodě francouzských válečných vůdců v Londýně a Alžírsku |
| Washingtonská konference (1943)        | Washington, D.C.       | 12.-27. května 1943                | Churchill, Roosevelt, Marshall | Pokračování plánování vylodění v Itálii, zvyšování leteckých útoků na Německo, zvyšování rozsahu války v Tichomoří                                                                   |
| Třetí Moskevská konference             | Moskva                 | 18. října - 1. listopadu 1943      | Ministři zahraničí Cordell Hull, Anthony Eden, Molotov, Fu Bingchang a Stalin                                                            | Moskevská deklarace - společné prohlášení vlád USA, Velké Británie a SSSR o osvobozování některých evropských států z moci Němců                                                     |
| Káhirská konference                    | Káhira, Egypt          | 23.-26. listopadu 1943             | Churchill, Roosevelt, Čankajšek | Deklarace o poválečném rozdělení Asie |
| Teheránská konference                  | Teherán, Írán          | 28. listopadu - 1. prosince 1943   | Churchill, Roosevelt, Stalin | První společné setkání Velké trojky, plánování konečné strategie války proti Německu a jeho spojencům, stanovení data Dne D                                                          |
| Druhá káhirská konference              | Káhira, Egypt          | 4.-6. prosince 1943                | Churchill, Roosevelt, İsmet İnönü | Dohoda o dokončení leteckých základen v Turecku, odložení operace proti Japoncům |
| Konference premiérů zemí Commonwealthu | Londýn, Anglie         | 1.-16. května 1944                 | Churchill, John Curtin (Austrálie), Peter Fraser (Nový Zéland), William Lyon Mackenzie King (Kanada) a generál Jan Smuts (Jižní Afrika). | Lídři zemí Commonwealthu podpořili Moskevskou deklaraci a dosáhli dohody týkající se jejich rolí v celkovém válečném úsilí                                                           |
| Druhá Quebecká konference              | Quebec City, Kanada    | 12. - 16. září 1944                | Churchill, Roosevelt, Mackenzie King | Morgenthauův plán pro poválečné Německo |
| Čtvrtá Moskevská konference            | Moskva                 | 9. října 1944                      | Churchill, Stalin, Molotov, Eden | Zřízení poválečných sfér vlivu ve východní Evropě a na Balkánském poloostrově |
| Maltská konference                     | Malta                  | 30. ledna - 2. února 1945          | Churchill, Roosevelt | Přípravy před Jaltskou konferencí |
| Jaltská konference                     | Jalta                  | 4.-11. února 1945                  | Churchill, Roosevelt, Stalin | Závěrečné plány porážky Německa, poválečné plány na rozdělení Evropy, stanovení data Konference spojených národů, podmínky vstupu SSSR do války proti Japonsku                       |
| Konference spojených národů            | San Francisco          | 25. dubna - 26. června 1945        | zástupci 50 zemí | Charta Spojených národů |
| Postupimská konference                 | Postupim, Německo      | 17. července - 2. srpna 1945       | Churchill, Stalin, Truman, Attlee | Deklarace bezpodmínečné kapitulace Japonska, stanovení poválečné politiky Německa |